# كاروكيا
الكاروكيا (الاسم العلمي: Carukia) هي جنس من قناديل البحر المكعبة يتبع الفصيلة الكاروكية من رتبة الكريبديات.

## أنواع الكاروكيا
- كاروكيا بارنزية
- كاروكيا شينجوية